# Luc Pillot
Luc Pillot, född den 10 juli 1959 i Bar-sur-Seine, är en fransk seglare.
Han tog OS-guld i 470 i samband med de olympiska seglingstävlingarna 1988 i Seoul.